# Misbruik van vertrouwen
In België is er sprake van misbruik van vertrouwen wanneer een persoon een door de wet bepaald goed verduistert of verspilt dat hem door een andere persoon was overhandigd onder de verplichting het goed terug te geven of voor een ander doel te gebruiken of aan te wenden. Het is een wanbedrijf dat in principe strafbaar wordt gesteld met een gevangenisstraf van één maand tot vijf jaar en met een geldboete van 26 tot 500 euro (te vermeerderen met opdecimes).

## Voorwaarden
Er bestaan zes constitutieve bestanddelen die moeten worden vervuld zodat men zou kunnen spreken over misbruik van vertrouwen. 

### Verduistering of verspilling
In de eerste plaats moet er een verduistering of verspilling plaatsvinden. Men spreekt van verduistering wanneer een persoon zich op wederrechtelijke wijze een zich toevertrouwde zaak toe-eigent.
Verspilling wijst op de achterlating of vernietiging van het goed. De betrokkene moet handelen alsof hij eigenaar was.

### Bedrieglijk opzet
De dader moet gehandeld hebben met een bedrieglijk opzet: hij moet gehandeld hebben met de bedoeling om over het goed te beschikken alsof hij eigenaar was.

### Benadeling van een derde
Door de handeling van de betrokkene, kan een derde mogelijks benadeeld worden. De benadeling moet zich niet effectief hebben voorgedaan, maar zou zich kunnen voordoen. Zelfs morele benadeling volstaat in dit geval. 

### Voorwerp
Er zijn een beperkt aantal goederen die het voorwerp kunnen uitmaken van een misbruik van vertrouwen.
Deze goederen kunnen zijn:
- goederen;
- gelden;
- koopwaren;
- biljetten;
- kwijtingen;
- andere geschriften die een verbintenis of schuldbevrijding inhouden of teweegbrengen.

### Voorafgaande afgifte
Het goed dat het voorwerp uitmaakt van het misbruik van vertrouwen, moet voorafgaandelijk worden afgegeven door ofwel de werkelijke eigenaar ofwel door een derde. Dit kan fysiek gebeuren, maar dat vormt geen vereiste.

### Precair karakter
De goederen die worden overhandigd aan de betrokkene, moeten worden overhandigd met de specifieke bedoeling om teruggegeven te worden of ze te gebruiken voor een ander bepaald doel. Zo'n verplichting kan contractueel zijn (bijvoorbeeld in het geval van bruikleen).

## Verschil met oplichting
Misbruik van vertrouwen mag niet worden verward met oplichting. Bij misbruik van vertrouwen vindt de fraus (het bedrog) plaats na de afgifte van het goed, terwijl bij oplichting de fraus zich voordoet vóór de afgifte van het goed.